# Divinyls
I Divinyls sono stati un gruppo musicale rock/new wave australiano, attivo dall'inizio degli anni '80 alla fine degli anni 2000.

## Storia
Il gruppo si è formato a Sydney nel 1980 per iniziativa di Chrissy Amphlett (voce) e Mark McEntee (chitarra). Il primo album in studio del gruppo è stato realizzato come quintetto, anche se i due membri fissi sono rimasti Amphlett e McEntee fino alla pausa intrapresa dal 1996. Nel 1991 hanno raggiunto il successo internazionale col singolo I Touch Myself, contenuto nel disco eponimo Divinyls.
La band non è stata attiva dal 1996 al 2006, pur senza sciogliersi ufficialmente. Tra il 2006 e il 2008 il gruppo è entrato nella Hall of Fame musicale australiana ed ha tenuto alcuni concerti.
La cantante Chrissy Amphlett è morta a New York nell'aprile 2013 all'età di 53 anni, a causa dell'aggravarsi di un cancro al seno e della sclerosi multipla.

## Formazione
Timeline componenti

## Discografia

### Album studio
- 1983 - Desperate
- 1985 - What a Life!
- 1988 - Temperamental
- 1991 - Divinyls
- 1996 - Underworld

### Raccolte
- 1991 - Essential
- 1994 - The Collection
- 1997 - Make You Happy
- 2006 - Greatest Hits